# Dastar

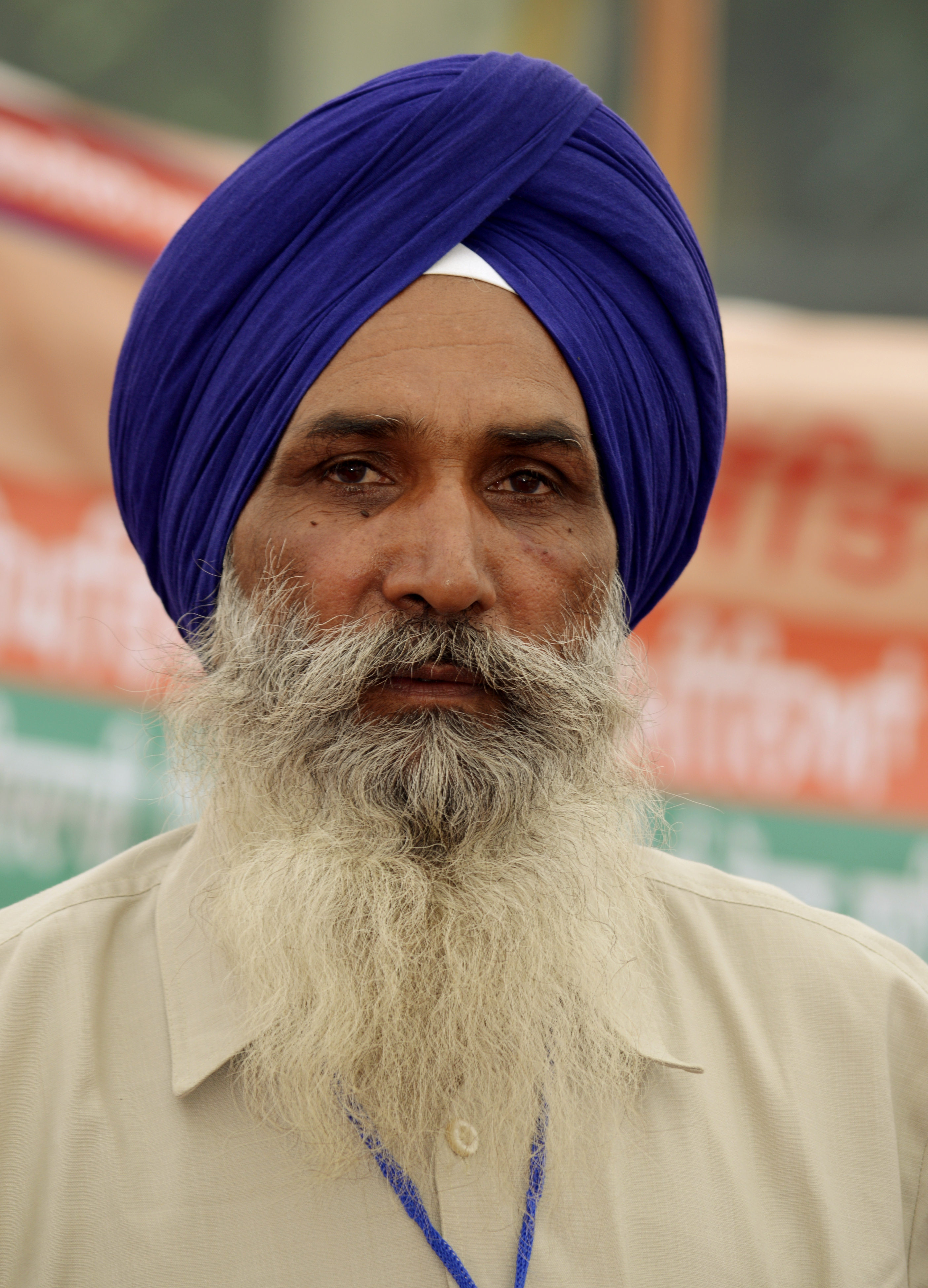
Un home sikh utilitzant un dastar.

Un dastar (en panjabi: ਦਸਤਾਰ, dastāar, del persa دستار) o Pagṛi (en panjabi: ਪਗੜੀ) o Pagg (en panjabi: ਪੱਗ), és un tocat associat amb el sikhisme i és una part important de la cultura sikh. El seu ús és obligatori per tots els sikhs que han estat batejats (Amritdhari).
Entre els sikhs, el dastar és un article de fe que representa l'honor, el respecte a si mateix, el coratge, l'espiritualitat i la pietat. Els sikhs, que guarden les 5 K, fan servir el dastar en part per cobrir el seu cabell llarg, sense tallar i enrotllat, mantenint-ho net. Ells consideren que és una part important de la identitat sikh. S'utilitza també per mostrar a uns altres que representen l'encarnació dels ensenyaments sikhs, l'amor del guru, i el dogma per fer bones obres.
A Occident comunament es confon de forma errònia el dastar amb el turbant musulmà.

## Història
El dastar (terme per al turbant originari de la cultura musulmana del nord de l'Índia) ha estat una part important de la religió sikh des de l'època del primer guru. Guru Angad Dev va honrar al Guru Amar Das amb un dastar especial, quan va ser declarat el proper Guru. En el moment en què Guru Ram Das va realitzar el mateix, el Guru Arjun Dev va ser honrat amb un dastar.
Bhai Rattan Singh Bhangu, un dels primers historiadors sikh, va escriure a Sri Gur Panth Parkash sobre el dastar, explicant que ha de lligar-se en el cabell dues vegades al dia. El cabell mai ha de ser tallat o danyat.

## Estils
El dastar bunga és un tipus de dastar usat per una secta específica dins dels sikhs, els Akali Nihangs. Com a part essencial de la seva fe, els guerrers van usar el turbant, decorant-ho amb armes petites.

## Colors
El color del dastar pot reflectir l'associació amb un grup particular de sikhs, encara que cap dels colors populars són exclusius de qualsevol grup en particular. Els colors són generalment una qüestió d'elecció personal en el sikhisme; poden estar basats en la moda o en el gust, fins i tot de vegades es canvien per fer coincidir amb la roba utilitzada. Hi ha tradicions associades amb alguns colors, per exemple el taronja i el negre s'usen sovint en les manifestacions polítiques i protestes, mentre que els dastar vermells i rosats s'usen en noces i altres esdeveniments i celebracions.

## Confusió amb turbants musulmans
Després dels atemptats de l'11 de setembre de 2001 als Estats Units, diversos sikhs portadors de dastar van enfrontar atacs d'alguns nord-americans que els confonien amb els musulmans, que estaven sent associats amb el terrorisme. El Departament de Justícia dels Estats Units va treballar amb el Fons Sikh-Americà de Defensa Legal i Educació per publicar un cartell amb l'objectiu de que els nord-americans coneguessin els turbants sikh, i els diferenciessin dels musulmans.

## Conflictes amb l'ús

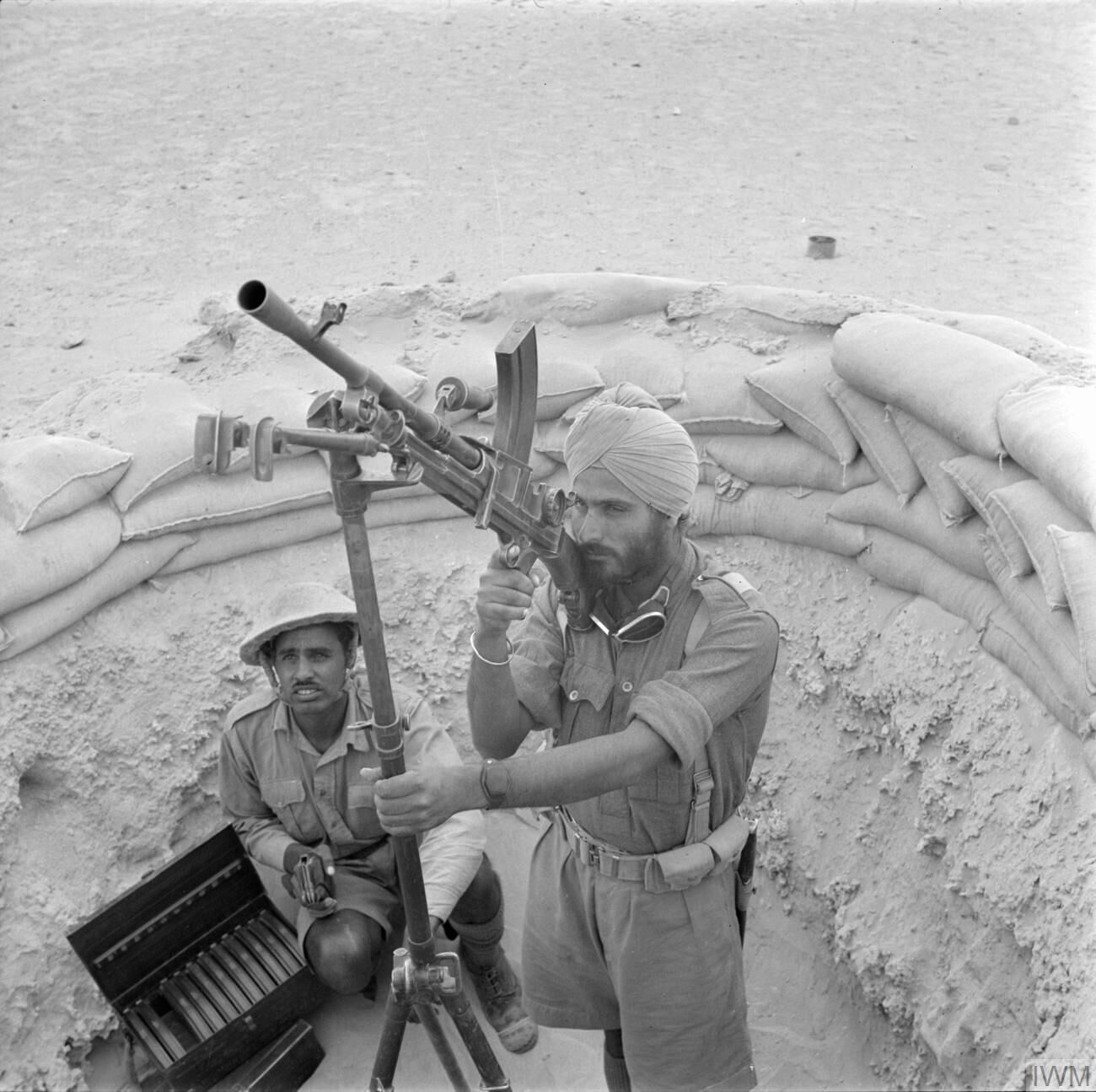
Soldats de l'Índia durant la Segona Guerra Mundial, manipulant una metralladora lleugera Bren. Un d'ells és sikh i porta posat un dastar.

En el Regne Unit en 1982, el director d'una escola privada es va negar a admetre a un sikh com alumne, tret de que es llevi el seu dastar, i es talli el cabell. Això va portar a una llarga batalla legal, un cas que va contribuir a la creació del terme legal «etno-religiós».
A Canadà, en 1990, la Cort Suprema del Canadà va dictaminar que Baltej Singh Dhillon, un oficial de la Policia Muntada del Canadà, hauria de poder portar un dastar mentre estava de servei.
Als Estats Units en 2002, Jasjit Singh Jaggi, un policia de tràfic sikh empleat del Departament de Policia de Nova York, es va veure obligat a abandonar el seu treball perquè insistia a usar un dastar durant el seu servei. Ell va reclamar davant la Comissió de Drets humans de Nova York, i en 2004 un jutge nord-americà va dictaminar que havia de ser reinstal·lat.
A França en 2004, la comunitat sikh va protestar contra la introducció d'una llei que prohibeix l'exhibició de qualsevol símbol religiós a les escoles estatals. Un comitè de la comunitat sikh va instar al Govern francès a revisar el projecte de llei, afirmant que la prohibició tindria greus conseqüències pels sikhs.
El Govern de l'Índia va discutir l'assumpte amb els funcionaris francesos, els qui van declarar que no era possible una excepció per als nois sikhs per a l'ús del dastar a les escoles públiques franceses.
A l'abril de 2009, el capità Kamaljit Singh Kalsi i el segon tinent Tejdeep Singh Rattan van impugnar una ordre de l'Exèrcit dels Estats Units, perquè es retiressin els seus dastars, i s'afaitessin la barba.
En març de 2010, Rattan es va convertir en el primer sikh a graduar-se en l'Escola d'Oficials de l'Exèrcit a Fort Sam Houston a Texas, des que l'exempció va ser eliminada el 1984, ja que se li va concedir una exempció per la seva religió.
A Irlanda, Ravinder Singh Oberoi va sol·licitar ser membre d'una reserva de policies voluntaris però no se li va permetre portar el seu dastar. Va reclamar sense èxit la discriminació per motius de raça i religió. La Cort Suprema irlandesa va fallar en 2013 sobre una qüestió preliminar, expressant que no podia reclamar en virtut de la legislació sobre igualtat d'ocupació, ja que no era un empleat i no estava en formació professional.

### Acceptacions
En 2012 la premsa britànica va informar que un membre dels guàrdies escocesos, Jatinderpal Singh Bhullar, va esdevenir el primer guàrdia sikh del palau de Buckingham, que vesteix un dastar, en lloc del tradicional barret de pell d'os.

### Ús de cascos
En diverses parts del món, els sikh estan exempts dels requisits legals d'utilitzar un casc quan condueixen una motocicleta o una bicicleta, ja que no ho poden fer sense llevar-se el dastar. Aquests llocs inclouen l'Índia, Nepal i les províncies canadenques de Columbia Britànica i Manitoba, a més del Regne Unit i Queensland, Austràlia.
El 2008, Baljinder Badesha, un sikh que vivia a Brampton, Ontario, Canadà, va perdre un cas judicial en el qual va desafiar el pagament d'una multa de 110 dòlars rebut per fer servir un dastar en lloc d'un casc mentre muntava la seva motocicleta.
Al setembre de 2016 un tribunal a Quebec, Canadà, va dictaminar que els camioners sikhs que treballen en el port de Mont-real han d'usar cascos quan sigui necessari per raons de seguretat, la qual cosa els obliga a retirar el seu dastar. El jutge va declarar que la seva seguretat superava la seva llibertat religiosa. Anteriorment els sikhs van ser capaços d'evitar l'ús de cascos si romanien dins del seu vehicle, però això va augmentar els temps del maneig de la càrrega i això no era comercialment acceptable.

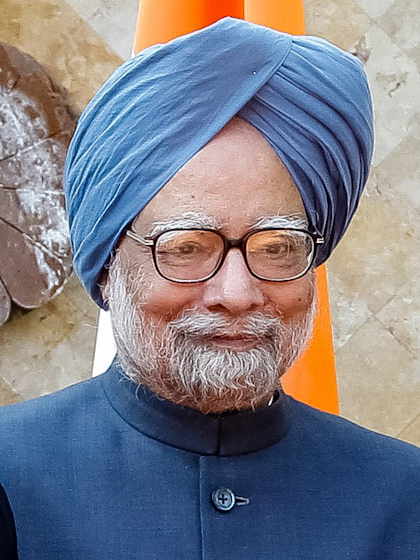
Manmohan Singh, exPrimer Ministre de l'Índia, utilitzant un dastar.
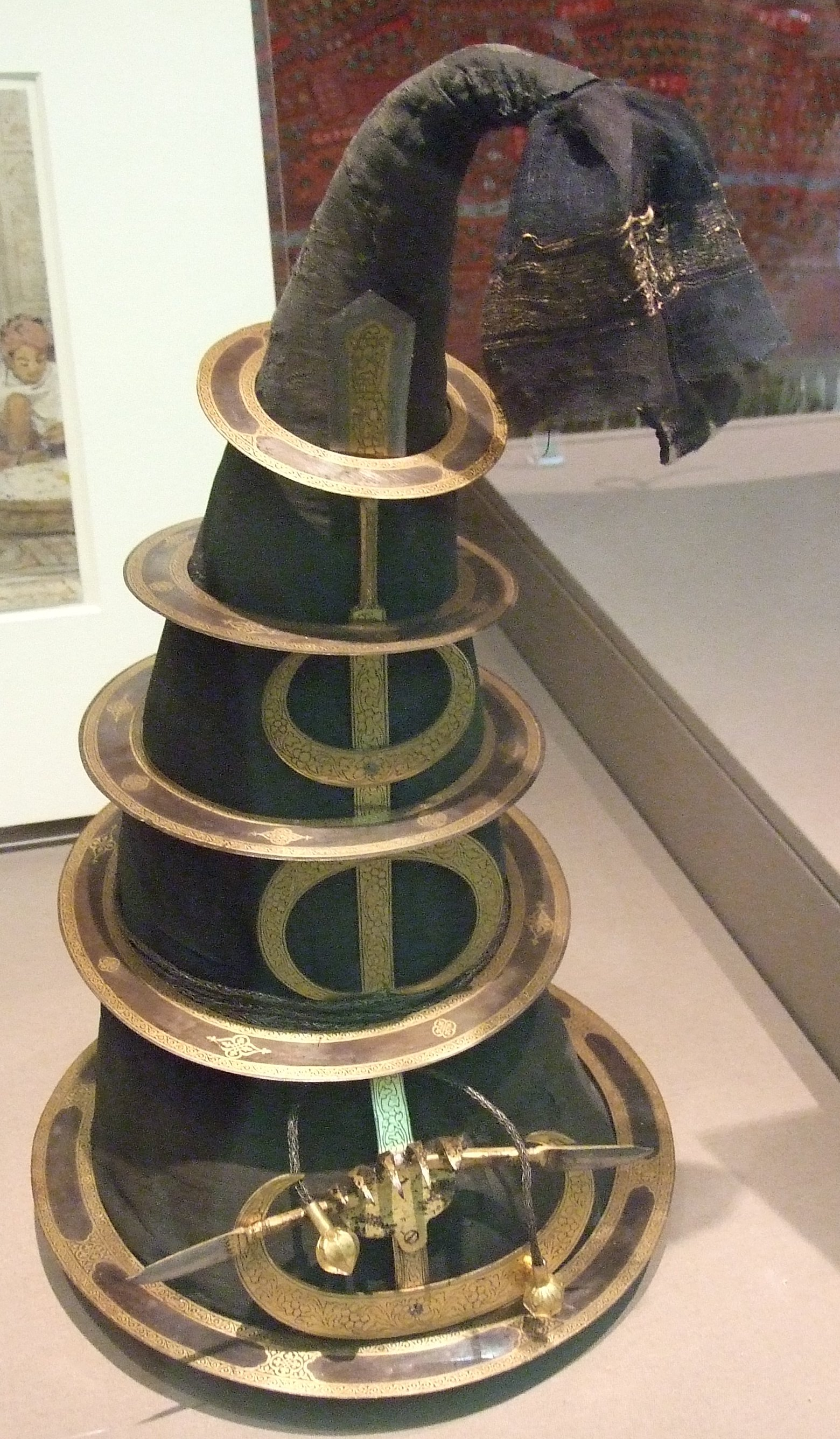
Un dastar bunga.